# 대구 달서구의 국회의원
대구광역시 달서구 선거구는 1988년 달서구 신설로 생성되어, 현재 갑·을·병 3개 선거구로 구성되어 있다.

## 행정구역 변천
- 1988년 1월 1일 서구 성당동·장동·장기동·용산동·감삼동·죽전동·이곡동·파산동·호림동·파호동·갈산동·신당동·본리동·내당동 일부(두류동), 남구 월성동·대천동·월암동·상인동·도원동·진천동·대곡동·유천동·송현동·본동에 대구직할시 달서구 설치
- 1995년 1월 1일 대구광역시 달서구

## 대구 달서구의 역대 국회의원 일람
| 대수   | 이름           | 소속정당     | 임기                             | 선거구역                                                                                               |
| ------ | -------------- | ------------ | -------------------------------- | --- |
| 제13대 | 김한규(金漢圭) | 민주정의당   | 1988년 5월 30일 ~1992년 5월 29일 | 달서구 일원                                                                                            |
| 제14대 | 김한규(金漢圭) | 민주자유당   | 1992년 5월 30일 ~1996년 5월 29일 | 달서구 갑: 두류1동, 두류2동, 두류3동, 본리동, 성당1동, 성당2동, 성서1동, 성서2동, 성서3동, 성서4동     |
| 제14대 | 최재욱(崔在旭) | 민주자유당   | 1992년 5월 30일 ~1996년 5월 29일 | 달서구 을: 월배1동, 월배2동, 월배3동, 월배4동, 본동, 송현1동, 송현2동                                  |
| 제15대 | 박종근(朴鍾根) | 자유민주연합 | 1996년 5월 30일 ~2000년 5월 29일 | 달서구 갑: 감삼동, 두류1동, 두류2동, 두류3동, 본리동, 성당1동, 성당2동, 신당동, 이곡동, 장기동, 죽전동 |
| 제15대 | 이해봉(李海鳳) | 무소속       | 1996년 5월 30일 ~2000년 5월 29일 | 달서구 을: 상인1동, 상인2동, 상인3동, 월성1동, 월성2동, 진천동, 본동, 송현1동, 송현2동                 |
| 제16대 | 박종근(朴鍾根) | 한나라당     | 2000년 5월 30일 ~2004년 5월 29일 | 달서구 갑: 감삼동, 두류1동, 두류2동, 두류3동, 본리동, 성당1동, 성당2동, 신당동, 이곡동, 장기동, 죽전동 |
| 제16대 | 이해봉(李海鳳) | 한나라당     | 2000년 5월 30일 ~2004년 5월 29일 | 달서구 을: 도원동, 상인1동, 상인2동, 상인3동, 월성1동, 월성2동, 진천동, 본동, 송현1동, 송현2동         |
| 제17대 | 박종근(朴鍾根) | 한나라당     | 2004년 5월 30일 ~2008년 5월 29일 | 달서구 갑: 신당동, 용산1동, 용산2동, 이곡1동, 이곡2동, 장기동, 죽전동                                  |
| 제17대 | 이해봉(李海鳳) | 한나라당     | 2004년 5월 30일 ~2008년 5월 29일 | 달서구 을: 도원동, 상인1동, 상인2동, 상인3동, 월성1동, 월성2동, 진천동                                 |
| 제17대 | 김석준(金錫俊) | 한나라당     | 2004년 5월 30일 ~2008년 5월 29일 | 달서구 병: 감삼동, 두류1동, 두류2동, 두류3동, 본리동, 본동, 성당1동, 성당2동, 송현1동, 송현2동         |
| 제18대 | 박종근(朴鍾根) | 친박연대     | 2008년 5월 30일 ~2012년 5월 29일 | 달서구 갑: 신당동, 용산1동, 용산2동, 이곡1동, 이곡2동, 장기동, 죽전동                                  |
| 제18대 | 이해봉(李海鳳) | 무소속       | 2008년 5월 30일 ~2012년 5월 29일 | 달서구 을: 도원동, 상인1동, 상인2동, 상인3동, 월성1동, 월성2동, 진천동                                 |
| 제18대 | 조원진(趙源震) | 친박연대     | 2008년 5월 30일 ~2012년 5월 29일 | 달서구 병: 감삼동, 두류1동, 두류2동, 두류3동, 본리동, 본동, 성당1동, 성당2동, 송현1동, 송현2동         |
| 제19대 | 홍지만(洪志晩) | 새누리당     | 2012년 5월 30일 ~2016년 5월 29일 | 달서구 갑: 신당동, 용산1동, 용산2동, 이곡1동, 이곡2동, 장기동, 죽전동                                  |
| 제19대 | 윤재옥(尹在玉) | 새누리당     | 2012년 5월 30일 ~2016년 5월 29일 | 달서구 을: 도원동, 상인1동, 상인2동, 상인3동, 월성1동, 월성2동, 진천동                                 |
| 제19대 | 조원진(趙源震) | 새누리당     | 2012년 5월 30일 ~2016년 5월 29일 | 달서구 병: 감삼동, 두류1·2동, 두류3동, 본리동, 본동, 성당동, 송현1동, 송현2동                          |
| 제20대 | 곽대훈(郭大勳) | 새누리당     | 2016년 5월 30일 ~2020년 5월 29일 | 달서구 갑: 신당동, 용산1동, 용산2동, 이곡1동, 이곡2동, 장기동, 죽전동                                  |
| 제20대 | 윤재옥(尹在玉) | 새누리당     | 2016년 5월 30일 ~2020년 5월 29일 | 달서구 을: 도원동, 상인1동, 상인2동, 상인3동, 월성1동, 월성2동, 진천동                                 |
| 제20대 | 조원진(趙源震) | 새누리당     | 2016년 5월 30일 ~2020년 5월 29일 | 달서구 병: 감삼동, 두류1·2동, 두류3동, 본리동, 본동, 성당동, 송현1동, 송현2동                          |
| 제21대 | 홍석준(洪碩晙) | 미래통합당   | 2020년 5월 30일 ~2024년 5월 29일 | 달서구 갑: 신당동, 용산1동, 용산2동, 이곡1동, 이곡2동, 장기동, 죽전동                                  |
| 제21대 | 윤재옥(尹在玉) | 미래통합당   | 2020년 5월 30일 ~2024년 5월 29일 | 달서구 을: 도원동, 상인1동, 상인2동, 상인3동, 월성1동, 월성2동, 진천동                                 |
| 제21대 | 김용판(金用判) | 미래통합당   | 2020년 5월 30일 ~2024년 5월 29일 | 달서구 병: 감삼동, 두류1·2동, 두류3동, 본리동, 본동, 성당동, 송현1동, 송현2동                          |
| 제22대 | 유영하(柳榮夏) | 국민의힘     | 2020년 5월 30일 ~                | 달서구 갑: 죽전동, 장기동, 용산1동, 용산2동, 이곡1동, 이곡2동, 신당동                                  |
| 제22대 | 윤재옥(尹在玉) | 국민의힘     | 2020년 5월 30일 ~                | 달서구 을: 월성1동, 월성2동, 진천동, 유천동, 상인1동, 상인2동, 상인3동, 도원동                         |
| 제22대 | 권영진(權泳臻) | 국민의힘     | 2020년 5월 30일 ~                | 달서구 병: 성당동, 두류1·2동, 두류3동, 본리동, 감삼동, 송현1동, 송현2동, 본동                          |

## 같이 보기
- 달서구 (선거구)
- 달서구 갑
- 달서구 을
- 달서구 병
- 대구 서구의 국회의원
- 대구 남구의 국회의원